# In Your Room
In Your Room är en låt av den brittiska gruppen Depeche Mode. Det är gruppens trettionde singel och den fjärde och sista från albumet Songs of Faith and Devotion. Den släpptes som singel den 10 januari 1994 och nådde som bäst 8:e plats på den brittiska singellistan.
In Your Room är Depeche Modes sista singel med Alan Wilder. Han lämnade gruppen den 1 juni 1995.
Musikvideon regisserades av Anton Corbijn.

## Utgåvor och låtförteckning
Samtliga låtar är komponerade av Martin Gore.

### Kassett: Mute / CBong24 (UK)
1. "In Your Room (Zephyr Mix)" - 4:52  (remixed by Butch Vig, additional guitars by Duke Erikson)
2. Higher Love (Adrenaline Mix Edit)" - 4:48  (remixed by François Kevorkian and Goh Hotoda)

### 12": Mute / 12Bong24 (UK)
1. "In Your Room (Zephyr Mix)" - 4:52
2. "In Your Room (Apex Mix)" - 6:45 (remixed by Brian Eno and Markus Dravs)
3. "In Your Room (The Jeep Rock Mix)" - 6:19 (remixed by Johnny Dollar and Portishead)
4. "Higher Love (Adrenaline Mix)" - 7:49
5. "In Your Room (Extended Zephyr Mix)" - 6:43

### 12": Mute / L12Bong24 (UK)
1. "In Your Room (Live)" - 6:52
2. "Policy of Truth (Live)" - 5:08
3. "World in My Eyes (Live)" - 6:16
4. "Fly on the Windscreen (Live)" - 5:20
5. "Never Let Me Down Again (Live)" - 5:01
6. "Death's Door (Live)" - 2:45

### CD: Mute / CDBong24 (UK)
1. "In Your Room (Zephyr Mix)" - 4:52
2. "In Your Room (Extended Zephyr Mix)" - 6:43
3. "Never Let Me Down Again (Live)" - 5:01
4. "Death's Door (Live)" - 2:45

### CD: Mute / LCDBong24 (UK)
1. "In Your Room (Live)" - 6:52
2. "Policy of Truth (Live)" - 5:08
3. "World in My Eyes (Live)" - 6:16
4. "Fly on the Windscreen (Live)" - 5:20

### CD: Mute / XLCDBong24 (UK)
1. "In Your Room (The Jeep Rock Mix)" - 6:19
2. "In Your Room (Apex Mix)" - 6:45
3. "Higher Love (Adrenaline Mix)" - 7:49

### CD: Mute / CDBong24X (EU)
1. "In Your Room (Zephyr Mix)" - 4:52
2. "Higher Love (Adrenaline Mix Edit)" - 4:48
3. "In Your Room (Apex Mix)" - 6:45
4. "In Your Room (The Jeep Rock Mix)" - 6:19
5. "Higher Love (Adrenaline Mix)" - 7:49
6. "In Your Room (Extended Zephyr Mix)" - 6:43
7. "In Your Room (Live)" - 6:52
8. "Policy of Truth (Live)" - 5:08
9. "World in My Eyes (Live)" - 6:16
10. "Fly on the Windscreen (Live)" - 5:20
11. "Never Let Me Down Again (Live)" - 5:01
12. "Death's Door (Live)" - 2:45

### Promo 12": Mute / P12Bong24 (UK)
1. "In Your Room (The Jeep Rock Mix)" - 6:19
2. "Higher Love (Adrenaline Mix)" - 7:49
3. "In Your Room (Extended Zephyr Mix)" - 6:43

### 12": Sire/Reprise / 41362-0 (US)
1. "In Your Room (Extended Zephyr Mix)" - 6:43
2. "In Your Room (Apex Mix)" - 6:45
3. "In Your Room (The Jeep Rock Mix)" - 6:19
4. "Higher Love (Adrenaline Mix)" - 7:49

### CD: Sire/Reprise / 9 41362-2 (US)
1. "In Your Room (Zephyr Mix)" - 4:52
2. "In Your Room (Extended Zephyr Mix)" - 6:45
3. "Higher Love (Adrenaline Mix)" - 7:49
4. "In Your Room (The Jeep Rock Mix)" - 6:20
5. "Policy of Truth (Live)" - 5:07
6. "In Your Room (Apex Mix)" - 6:44
7. "In Your Room (Live)" - 6:52

Samtliga livespår är inspelade i Lievin, Frankrike den 29 juli 1993.